# Skagafjörður (fjord)

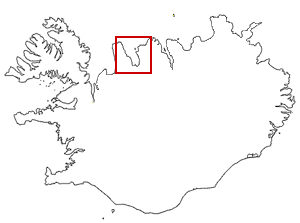
Locatie van Skagafjörður.

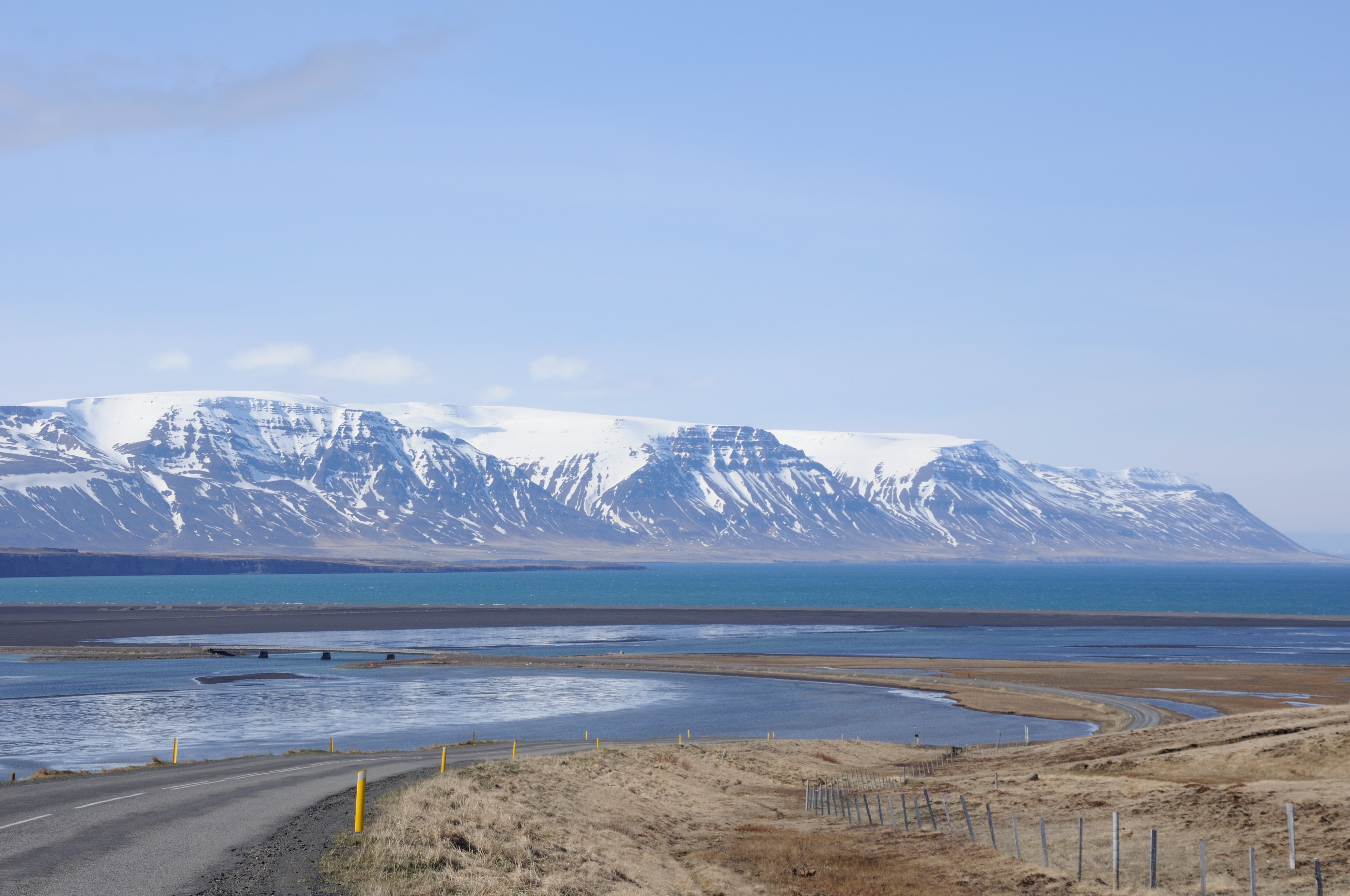
Skagafjörður (fjord)

De Skagafjörður is een fjord in het noorden van IJsland, gelegen tussen de schiereilanden Tröllaskagi (oost) en Skagi (west). Aan de Skagafjörður ligt de gelijknamige gemeente, waartoe het stadje Sauðárkrókur en het dorp Hofsós behoren en waar de visserij de belangrijkste economische sector is.
Er bevinden zich drie eilandjes in de fjord: Málmey, Drangey en Lundey.